# Ternovo, Teceu
Ternovo (în ucraineană Терново) este localitatea de reședință a comunei Ternovo din raionul Teceu, regiunea Transcarpatia, Ucraina.

## Demografie
Componența lingvistică a localității Ternovo
     Ucraineană (98,7%)
     Rusă (1,19%)
     Alte limbi (0,09%)
Conform recensământului din 2001, majoritatea populației localității Ternovo era vorbitoare de ucraineană (98,7%), existând în minoritate și vorbitori de rusă (1,19%).